# Essa eu fiz pro nosso amor
Essa eu fiz pro nosso amor è un singolo del cantante brasiliano Jão, pubblicato il 28 novembre 2019 come secondo estratto dal secondo album in studio Anti-herói.

## Promozione
Jão ha eseguito la canzone in varie occasioni: per la prima volta in televisione al Encontro com Fátima Bernardes il 11 dicembre 2019.

## Formazione
- Jão – voce, produzione
- Los Brasileros – produzione